# Waimi
Waimi is een bestuurslaag in het regentschap Alor van de provincie Oost-Nusa Tenggara, Indonesië. Waimi telt 639 inwoners (volkstelling 2010).